# Abainville
Abainville é uma comuna francesa na região administrativa de Grande Leste, no departamento de Meuse. Estende-se por uma área de 13,67 km². Em 2010 a comuna tinha 306 habitantes (densidade: 22,4 hab./km²).